# Hanna Pakarinen
Hanna Helena Pakarinen (ur. 17 kwietnia 1981 w Lappeenrancie) – fińska piosenkarka popowa, laureatka pierwszej fińskiej edycji programu telewizyjnego Idol, reprezentantka Finlandii w 52. Konkursie Piosenki Eurowizji w 2007 roku.

## Kariera muzyczna
Latem 2003 roku Pakarinen wzięła udział w przesłuchaniach do pierwszej fińskiej edycji programu telewizyjnego Idol. Piosenkarka zakwalifikowała się kolejnego etapu konkursu i ostatecznie doszła do finału organizowanego na początku stycznia 2004 roku. Zdobyła w nim największe poparcie telewidzów (60% głosów), dzięki zajęła pierwsze miejsce i wygrała 30 tysięcy dolarów oraz możliwość podpisania kontraktu płytowego z wytwórnią Sony BMG.
Niedługo po wygraniu programu wydała swój debiutancki singiel „Love Is Like a Song”, który premierowo wykonała w finale Idola w fińskiej wersji językowej jako „Tulin voittamaan”. Utwór zadebiutował na pierwszym miejscu fińskiej listy przebojów i utrzymał się w pierwszej dziesiątce notowania przez jedenaście tygodni. W czerwcu wydała swój debiutancki album studyjny zatytułowany When I Become Me, który zadebiutował na drugim miejscu fińskiej listy najczęściej kupowanych płyt i utrzymał się w pierwszej dziesiątce zestawienia przez dwanaście tygodni, a także uzyskał status platynowej płyty za osiągnięcie wyniku ponad 52 tys. sprzedanych egzemplarzy w kraju. W tym samym roku piosenkarka wyruszyła w ogólnokrajową trasę koncertową zatytułowaną When I Become Me Tour, a także wydała singiel „Heaven”, który można było nabyć jedynie po zakupie pięciu batonów firmy Daim.
Późnym latem 2005 roku wydała nowy singiel „Kiss of Life”, który zapowiadał jej nowy album studyjny zatytułowany Stronger wydany na początku września tego samego roku. Płyta zadebiutowała na drugim miejscu notowania najczęściej kupowanych płyt w kraju i uzyskała status złotej płyty za sprzedaż w prawie 17 tys. egzemplarzy. Oprócz singla „Kiss of Life”, album promowały utwory „Damn You”, „Fearless” i „Stronger Without You”. W ramach promocji krążka piosenkarka wyruszyła w trasę koncertową po kraju zatytułowaną Stronger Tour.
W styczniu 2007 roku ukazał się jej nowy singiel „Go Go” zapowiadający jej trzecią płytę studyjną zatytułowaną Lovers, która ukazała się 14 lutego. Album zadebiutował na trzecim miejscu krajowej listy najczęściej kupowanych krążków i uzyskał status złotej płyty za osiągnięcie wyniku ponad 16 tys. sprzedanych sztuk w kraju. Na początku roku piosenkarka zakwalifikowała się do udziału w krajowych eliminacjach eurowizyjnych, do których zgłosiła się z piosenkami „Tell Me What to Do” oraz „Leave Me Alone”. 20 stycznia zaśpiewała utwory w pierwszym półfinale selekcji i awansowała do finału z numerem „Leave Me Alone”, z którym ostatecznie wygrała po zdobyciu największego poparcia telewidzów, dzięki czemu została wybrana na reprezentantkę Finlandii, gospodarza 52. Konkursu Piosenki Eurowizji organizowanego w Helsinkach. Jako reprezentantka gospodarzy miała zapewnione miejsce w finale widowiska, 12 maja wystąpiła w finale widowiska i zajęła ostatecznie siedemnaste miejsce z 53 punktami na koncie, w tym m.in. z maksymalnymi notami 12 punktów od Szwecji i Islandii. Piosenka zadebiutowała na ósmym miejscu szwedzkiej listy przebojów. Po udziale w konkursie piosenkarka wyruszyła w trasę koncertową zatytułowaną Lovers Tour. W październiku pojawiła się na ścieżce dźwiękowej fińskiego filmu Musta jää, na potrzeby którego nagrała utwór „Black Ice”.
Po zakończeniu trasy koncertowej Pakarinen rozpoczęła pracę nad materiałem na swoją czwartą płytę studyjną. Pod koniec 2008 roku wydała singiel „Make Believe”, a także wzięła udział w nagraniu zremasterowanej wersji utworu „Winter Wonderland”, który znalazł się na fińskim wydaniu płyty Christmas Duets Elvisa Presleya. 14 stycznia 2009 roku premierę miał jej czwarty album zatytułowany Love in a Million Shades, który zadebiutował na siódmym miejscu listy najczęściej kupowanych płyt w kraju. Pozostałymi singlami promującymi krążek zostały utwory „Rescue Me”, „Shout It Out Loud” oraz tytułowa piosenka „Love in a Million Shades”. Pod koniec kwietnia na fińskim rynku ukazała się składanka zatytułowana The Voice - Livenä Vieraissa, Vol. 2, na której znalazły się dwa utworu zaśpiewane przez piosenkarkę: jej wersja przeboju „Enter Sandman” zespołu Metallica oraz singiel „Shout It Out Loud”. W połowie 2009 roku artystka wyruszyła w trasę koncertową po kraju zatytułowaną Love In A Million Shades Tour.
W 2010 roku ukazała się piąta płyta studyjna Pakarinen zatytułowana Paperimiehen tytär, która zadebiutowała na dziewiątym miejscu krajowej listy najczęściej kupowanych albumów. Krążek promowały single „Se yksi ainoa” i „Miehet”.
W sierpniu 2013 roku premierę miał szósty album studyjny piosenkarki zatytułowany Olipa kerran elämä. W lipcu 2015 roku ukazał się jej nowy singiel „Stop”, na którym gościnnie pojawili się także Lc Nick, Obi i Via.

## Dyskografia

### Albumy studyjne
| Rok  | Informacje | Finlandia | Sprzedaż i status               |
| ---- | --- | --------- | ------------------------------- |
| 2004 | When I Become Me - Pierwszy album studyjny - Wydany: 16 czerwca 2004 - Wytwórnia: RCA Records - Format: CD         | 2         | Sprzedaż: 52 000+ IFPI: Platyna |
| 2005 | Stronger - Drugi album studyjny - Wydany: 7 września 2005 - Wytwórnia: RCA Records - Format: CD                    | 2         | Sprzedaż: 16 000+ IFPI: Złoto   |
| 2007 | Lovers - Trzeci album studyjny - Wydany: 14 lutego 2007 - Wytwórnia: RCA Records - Format: CD                      | 3         | Sprzedaż: 16 000+ IFPI: Złoto   |
| 2009 | Love in a Million Shades - Czwarty album studyjny - Wydany: 14 stycznia 2009 - Wytwórnia: RCA Records - Format: CD | 7         | Sprzedaż: 7 000+ IFPI: N/A      |
| 2010 | Paperimiehen tytär - Piąty album studyjny - Wydany: 20 października 2010 - Wytwórnia: RCA Records - Format: CD     | 7         | Sprzedaż: 3 000+ IFPI: N/A      |
| 2013 | Olipa kerran elämä - Szósty album studyjny - Wydany: 26 sierpnia 2013 - Wytwórnia: RCA Records - Format: CD        | 7         | Sprzedaż: IFPI: N/A             |